# Anurotropus minutus
Anurotropus minutus är en stekelart som beskrevs av Joseph Augustine Cushman 1924. Anurotropus minutus ingår i släktet Anurotropus och familjen brokparasitsteklar. Inga underarter finns listade i Catalogue of Life.